# Estado costarricense
El Estado Costarricense está conformado por cuatro poderes, separados e independientes entre sí: el poder ejecutivo, el poder legislativo, el poder judicial y el poder electoral.
El poder ejecutivo está conformado por el presidente de la República, sus dos vicepresidentes (uno en materia económica y otro en materia social) y los ministros de gobierno. El cargo de presidente es elegido mediante elección popular y no puede ser modificado a la libre, a diferencia de los ministros de gobierno y los diplomáticos los cuales el presidente puede remover a su gusto durante su administración.
El poder legislativo de Costa Rica está conformado por 57 diputados que se reúnen diariamente en la Asamblea Legislativa (conocida también como parlamento, congreso o cámara de diputados). Ellos son electos mediante voto popular por un periodo de cuatro años, sin posibilidad de ser reelectos inmediatamente. Se encargan de redactar, discutir, reformar, derogar y aprobar o no, diferentes proyectos de ley presentados por algún diputado, el poder ejecutivo o por iniciativa popular. Los diputados también nombran a los magistrados de la Corte Suprema de Justicia, al defensor y defensor adjunto de los habitantes de la Defensoría de los Habitantes y al contralor y subcontralor de la Contraloría General de la República. Las últimas dos instituciones son órganos auxiliares de la Asamblea Legislativa, mientras que la Corte forma parte del poder judicial.
El poder judicial está conformado por la Corte Suprema de Justicia, la cual a su vez es constituida por cuatro salas (Sala I, Sala II, Sala III y Sala Constitucional o IV). 22 magistrados propietarios y 22 magistrados suplentes conforman las tres primeras salas, mientras que en la Sala IV o Constitucional existen 12 magistrados suplentes. Los magistrados propietarios se distribuyen cinco en cada sala, a excepción de la Sala Constitucional que tiene siete. Ellos son nombrados por los diputados de la Asamblea Legislativa por periodos de ocho años con probabilidad de ser reelectos.
El poder electoral lo conforma el Tribunal Supremo de Elecciones (TSE), creado por la Constitución Política de 1949. Aunque en un inicio se le otorgó el rango de institución autónoma, por ley n.º 5704 del 5 de junio de 1975 se le otorgó al TSE el rango e independencia de los otros poderes del Estado, con lo cual pasó formalmente a ser el cuarto poder de la República. Lo integran tres magistrados propietarios y seis suplentes, sin embargo un año antes y hasta seis meses después de la fecha de las elecciones generales dos de los suplentes pasan a ser propietarios, para integrar un Tribunal de cinco miembros. Los magistrados son nombrados por la Corte Suprema de Justicia por mayoría calificada de las dos terceras partes de sus votos, y su período es de seis años, pudiendo ser reelectos.

## Poder Ejecutivo

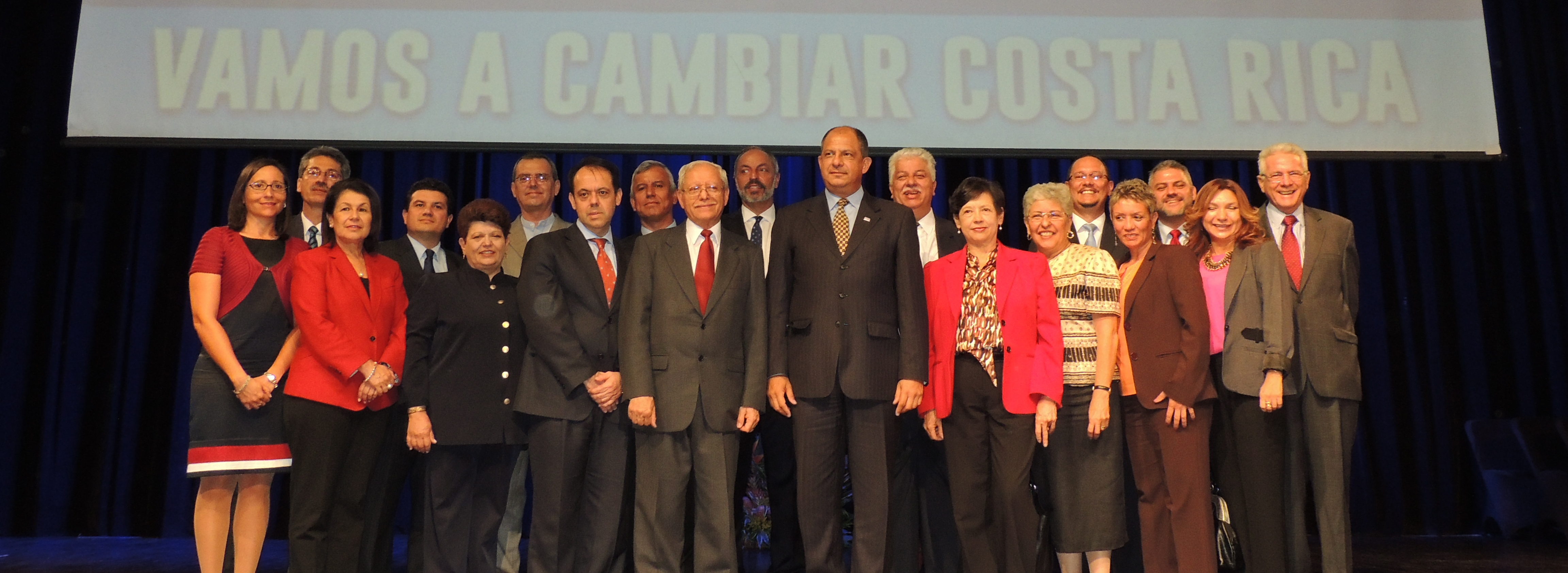
Parte del gabinete del presidente Luis Guillermo Solís Rivera durante su presentación en 2014.

El poder ejecutivo está conformado por el presidente, dos vicepresidentes y los ministros de gobierno. Los dos primeros cargos se escogen mediante voto directo, secreto y universal cada cuatro años sin posibilidad de ser reelectos de manera inmediata, mientras que los ministros y diplomáticos son nombrados y removidos a libre criterio del presidente de la República.
Para ostentar el cargo de Presidente o vicepresidente de Costa Rica se debe cumplir con lo estipulado en el artículo 131 de la Constitución Política: pertenecer al Estado seglar (solo aplica para la iglesia católica, según fallo de la Sala Constitucional), ser mayor de treinta años y ser costarricense por nacimiento. Puesto que en Costa Rica la reelección inmediata es ilegal, el presidente no puede ser candidato presidencial y en caso de que alguno de sus vicepresidentes desee ser candidato presidencial, deberá renunciar doce meses antes de realizarse las elecciones. Esta norma también aplica para los magistrados de la Corte, policías y otros funcionarios públicos.
El Presidente y el resto de su gabinete se reúne semanalmente en lo denominado "Consejo de gobierno", donde posteriormente emiten una conferencia de prensa dando a conocer a la opinión pública los puntos tratados durante la reunión, a excepción de los temas que se consideran secreto de Estado.
Por mandato constitucional, el presidente debe rendir un informe anual ante la Asamblea Legislativa detallando sus labores en el año de legislatura y el estado en que se encuentra el país, además debe avisar a los diputados cuando se disponga a salir del país y finalmente, se le encarga firmar y ejecutar las leyes que los diputados del congreso envíen una vez finalizado el proceso en la asamblea.
También es función del presidente remitir a la Asamblea Legislativa la propuesta de presupuesto para cada año de legislatura, la cual debe quedar completamente aprobada a más tardar el 30 de noviembre. Antes de ese plazo, los diputados y el mismo gobierno podrán realizar modificaciones a las partidas contenidas en la propuesta de presupuesto.
En Costa Rica no existe la derogatoria de mandato, pese a que han existido iniciativas populares para implementar esta medida.

### Ministerios
En Costa Rica existen diversos ministerios, cada uno de ellos encargados de un área especializada. 
- Ministerio de Obras Públicas y Transportes (MOPT)
- Ministerio de Comercio Exterior (COMEX)
- Ministerio de Agricultura y Ganadería (MAG)
- Ministerio de Economía, Industria y Comercio (MEIC)
- Ministerio de Ciencia, Tecnología y Telecomunicaciones (MICITT)
- Ministerio de Salud
- Ministerio de Trabajo y Seguridad Social (MTSS)
- Ministerio de la Presidencia
- Ministerio de Hacienda
- Ministerio de Educación Pública (MEP)
- Ministerio de Planificación Nacional y Política Económica (MIDEPLAN)
- Ministerio de Ambiente y Energía (MINAE)
- Ministerio del Deporte y la Recreación (ICODER)
- Ministerio de Vivienda y Asentamientos Humanos (MVAH)
- Ministerio de Relaciones Exteriores y Culto
- Ministerio de Cultura y Juventud (MCJ)
- Ministerio de Justicia y Paz (MJP)
- Ministerio de Seguridad Pública (MSP)

### Instituciones autónomas
Las instituciones autónomas tienen autonomía económica pero no administrativa. En ellas existe una junta directiva en la que el Gobierno participa sin embargo, su presupuesto en lugar de ser analizado por la Asamblea Legislativa, se envía a la Contraloría General de la República.
Las instituciones autónomas que existen en Costa Rica son:

- Autoridad Reguladora de los Servicios Públicos (ARESEP)
- Banco Central de Costa Rica (BCCR)
- Banco de Costa Rica (BCR)
- Banco Nacional de Costa Rica (BNCR)
- Banco Hipotecario de la Vivienda (BANHVI)
- Banco Internacional de Costa Rica (BICSA)
- Banco Popular y de Desarrollo Comunal (BP)
- Caja Costarricense de Seguro Social (CCSS)
- Consejo Nacional para Investigaciones Científicas y Tecnológicas (CONICIT)
- Consejo Nacional de Producción (CNP)
- Compañía Nacional de Fuerza y Luz (CNFL)
- Dirección Nacional de Desarrollo de la Comunidad (DINADECO)
- Editorial Costa Rica (ECR)
- Instituto Nacional de Fomento Cooperativo (INFOCOOP) 	
  - Federación Nacional de Cooperativas de Ahorro y Crédito (FEDECOOP)
  - Centro de Estudios y Capacitación Cooperativa (CENECOOP)
  - Cooperativa Nacional de Educadores R.L. (COOPENAE)
- Instituto Costarricense de Acueductos y Alcantarillados (AyA)
- Instituto Costarricense de Ferrocarriles (INCOFER)
- Instituto Costarricense de Puertos del Pacífico (INCOP)
- Instituto Costarricense de Pesca y Acuicultura (INCOPESCA)
- Instituto de Desarrollo Rural (INDER)
- Instituto Nacional de Estadística y Censo (INEC)
- Instituto Nacional de la Mujer (INAMU)
- Instituto Nacional de Seguros (INS) 	
  - INS Bancrédito Operadora de Pensiones Complementarias S.A.
  - INS Bancrédito Sociedad Administradora de Fondos de Inversión S.A.
  - INS Bancrédito Valores S.A.
  - Cuerpo de Bomberos
  - Museo del Jade
- Instituto Nacional de Vivienda y Urbanismo (INVU)
- Instituto de Fomento y Asesoría Municipal (IFAM)
- Refinadora Costarricense de Petróleo S.A. (RECOPE)
- Instituto Costarricense de Electricidad (ICE)
- Instituto Costarricense de Turismo (ICT)
- Instituto Nacional de Aprendizaje (INA)
- Sistema de Emergencias 9-1-1 (al ICE)
- Junta de Administración Portuaria y de Desarrollo Económico de la Vertiente Atlántica de Costa Rica (JAPDEVA)
- Superintendencia General de Entidades Financieras (SUGEF)
- Superintendencia General de Pensiones (SUPEN)
- Superintendencia General de Valores (SUGEVAL)
- Radiográfica Costarricense (RACSA)

## Poder Legislativo
El poder legislativo de Costa Rica está conformado por 57 diputados que se agrupan en la Asamblea Legislativa, donde se dedican a proponer, modificar, derogar y discutir leyes que serán enviadas al Presidente para que las firme o en su defecto las vete.
Los diputados de Costa Rica trabajan de lunes a jueves y se agrupan en diferentes comisiones legislativas, encargadas de analizar proyectos y emitir un criterio afirmativo o negativo sobre ellos, para luego enviarlo al Plenario (lugar donde se reúnen los 57 diputados) e iniciar su discusión y votación. Estas comisiones son conformadas anualmente por el presidente de la Asamblea Legislativa, el cual se escoge mediante voto de los diputados cada 8 de mayo en una sesión especial. Existen diversos tipos de comisiones, entre ellas hay tres que tienen potestad de aprobar leyes tal y como se realiza en el plenario; además hay comisiones especializadas en temas como ambiente, fiscalización del gasto, derechos humanos, mujer y comisiones regionales que tratan problemas específicos de cada provincia.
Para poder sesionar en el plenario, debe haber al menos 38 diputados presentes en el salón de sesiones. En caso de que no haya quórum el presidente de la Asamblea Legislativa deberá anunciarlo y dar cinco minutos para que se restituya y poder continuar la sesión. Si pasados los cinco minutos no se reunió el mínimo necesario para poder continuar con la sesión, los ujieres deberán cerrar las puertas del salón de sesiones y el directorio del congreso pasará lista para realizar el rebajo en el salario de los diputados ausentes.
Los diputados trabajan en dos periodos de sesiones, el ordinario en el que trabajan de acuerdo a una agenda que ellos pueden modificar libremente pero no así el presidente y un periodo de sesiones extraordinarias, en el cual el gobierno remite una lista de proyectos de ley de su interés para que los diputados los discutan y aprueben.

### Estructuración de la Asamblea Legislativa
La Asamblea Legislativa está conformada por las diversas fracciones legislativas (partidos políticos), los cuales se agrupan 57 curules ubicadas en el salón de sesiones del plenario. A cada partido se le asignan oficinas dentro del edificio legislativo, asesores electos a su uso y vehículos oficiales. Además existen comisiones parlamentarias especializadas en diversas áreas a excepción de tres de ellas que funcionan con potestad plena (pueden aprobar o no proyectos de ley como el Plenario). También es común que se conformen comisiones especiales que se encargan de analizar irregularidades, todas ellas deben ser aprobadas mediante el voto de los diputados en el Plenario y luego serán conformadas por el presidente de la Asamblea Legislativa.
El plenario de la Asamblea Legislativa está estructurado por 57 curules, una mesa del directorio legislativo, una mesa para sus asesores y otra para la secretaría del directorio. Las fracciones legislativas mediante previo acuerdo deciden cuales lugares del plenario ocuparán, siendo común que los diputados se agrupen entre fracciones o bloques para facilitar el intercambio de opiniones o documentos. 
La mesa del directorio la conforma el presidente del congreso y dos secretarios electos mediante voto secreto de los 57 diputados cada 1 de mayo. El presidente del congreso se encarga de conformar igualmente las comisiones legislativas cada año. Es función de los secretarios a su lado leer las comunicaciones que envíe el presidente de la República y las mociones que presenten los diputados o cualquier documentación que sea remitida para el plenario.
Las sesiones del plenario inician a las 14:45 de lunes a jueves y finalizan a las 18:00 a menos de que mediante un acuerdo o por decisión del presidente del congreso se decida extender la sesión. En horas de la mañana e inclusive pasadas las 18:00 horas, una vez finalizado el plenario, los diputados trabajan en las comisiones legislativas, se dedican a atender consultas en sus despachos o participan en diversas actividades fuera del congreso.

### Dinámica de las sesiones en el Plenario
La sesión del Plenario inicia a las 14:45 de lunes a jueves y finaliza a las 18:00 horas o después de esa hora en caso de que haya acuerdo de los legisladores. Sus acciones durante la sesión están regladas por una agenda previa (conocida como orden del día) la cual estructura la sesión en dos partes: la primera que se dedica a discutir y aprobar el acta de la sesión anterior, suspender derechos o garantías establecidos en la Constitución Política, reformas al reglamento de la Asamblea Legislativa, tiempo de control político y otros temas como conocimiento de comunicaciones, informes u otros. Por otra parte, la segunda parte de la sesión que inicia a las 16:00 horas es exclusiva para discusión y aprobación de proyectos de ley.
Para aprobar un proyecto y convertirlo en ley de la República, el interesado debe redactar la propuesta y enviarla a la secretaría del directorio de la Asamblea Legislativa, donde tras un análisis rápido se le asigna un número de expediente y una comisión para que inicie su análisis, discusión y emita un dictamen que puede ser afirmativo o negativo al proyecto. En esas sesiones los diputados podrán proponer modificaciones al proyecto de ley (conocidas como mociones), las cuales serán sometidas a conocimiento de los diputados miembros de la comisión que podrán acogerlas o rechazarlas. Una vez dictaminado, el proyecto se envía con el o los dictámenes al plenario, donde pasará a ocupar parte de la agenda legislativa a la espera de que la misma sea sometida a discusión y votación por los diputados. Sin embargo existe un plazo para que los diputados presenten mociones de reiteración (mociones vía artículo 137 del reglamento de la Asamblea Legislativa), vencido este plazo se podrá iniciar el conocimiento del proyecto.
Los proyectos de ley se someten a dos debates (votaciones) antes de ser aprobados y enviados al Presidente para que los firme. En el primer debate cada legislador tiene hasta 30 minutos para referirse al proyecto de ley, sin embargo los diputados pueden tomar acuerdos para tener un debate reglado y apresurar la discusión y votación del proyecto de ley. Para que un proyecto supere el primer debate debe obtener dos tercios de votos afirmativos del total de diputados presentes, si no los logra reunir los diputados podrán presentar una moción para que se revise la votación; esa moción debe ser aprobada para que se pueda repetir la votación. Si dada la segunda votación no reúne los votos necesarios, el proyecto se archiva pero si logra aprobarse pasa a la lista de proyectos en segundo debate.
En los segundos debates, que se conocen de primero en las órdenes del día en la segunda parte de la sesión, los diputados tendrán hasta 15 minutos cada uno para hablar por el fondo del proyecto antes de someterlo a votación. De igual manera, para aprobarlo se necesitan dos tercios de los votos del total de diputados presentes, al obtenerlos el proyecto se aprueba y se le envía al poder ejecutivo para que lo firme y sea publicado en el diario oficial La Gaceta para que entre en vigencia o vetarlo, enviándolo de regreso a la Asamblea Legislativa para que los diputados analicen el por qué del veto y poder subsanar o no lo alegado por la presidencia.

### Veto presidencial
Pasado el segundo debate, el proyecto de ley se envía al presidente para que tome la decisión de firmarlo y convertirlo en ley de la república o vetarlo. Si el mandatario decide vetarlo el proyecto se devuelve a la Asamblea Legislativa para que los diputados decidan subsanar las deficiencias del texto según la Presidencia, sin embargo los legisladores también pueden rechazar las observaciones de la presidencia y volver a someter a votación el proyecto. Si este tiene los votos necesarios para aprobarse, se envía de regreso al presidente quien no podrá vetarlo nuevamente y deberá convertirlo en ley de la república.

### Periodo de sesiones
Los períodos de sesiones son los espacios en los que la Asamblea Legislativa puede válidamente reunirse para desarrollar sus funciones. Sus sesiones ordinarias duran seis meses, divididas en dos períodos: del 1 de mayo al 31 de julio y del 1 de septiembre al 30 de noviembre.
El Poder Ejecutivo podrá convocar a la Asamblea Legislativa a sesiones extraordinarias en los períodos intermedios, es decir, del 1 de agosto al 31 de ese mismo mes, o bien, del 1 de diciembre al 30 de abril.
Durante las sesiones del periodo ordinario, los diputados aprueban proyectos en el orden que el orden del día redactado por la secretaría del directorio del congreso redacte, a menos de que los legisladores mediante una moción de posposición o moción de alteración, modifiquen el orden del día para poder aprobar proyectos de interés o de urgencia nacional. Durante este periodo el gobierno no puede involucrarse en convocar o desconvocar proyectos de ley.
En el periodo de sesiones extraordinarias el gobierno tiene plena potestad de remitir a los diputados la lista de proyectos que desea sean aprobados y puede modificar su orden a la libre, mediante una comunicación escrita del presidente y su ministro de la presidencia. Es común que el gobierno convoque y retire en un mismo día los mismos proyectos de ley varias veces, esto se hace con el fin de modificar la numeración en la que se conocerán los diferentes proyectos.

## Poder Judicial
El poder judicial de Costa Rica lo conforma la Corte Suprema de Justicia la cual a su vez está estructurada en cuatro diferentes salas, Sala I, II, III y Constitucional y el resto de los tribunales existentes en Costa Rica. 
Su estructura organizativa obedece a tres factores: la materia de los asuntos a resolver, el territorio donde tienen lugar y la cuantía (monto de dinero que está involucrado en el asunto), que son los que determinan en qué despachos se debe resolver. 
La Corte está integrada por 22 magistrados propietarios, 25 magistrados suplentes en las tres primeras Salas y 12 magistrados suplentes en la Sala Constitucional, y se distribuyen de la siguiente manera: cinco en cada una de las tres Salas de ordinarias y siete en la Sala Constitucional. Los mismos son nombrados por la Asamblea Legislativa por períodos de ocho años.

### Funciones
Son funciones del poder judicial de Costa Rica: 
- Informar a los otros Poderes del Estado en los asuntos en que la Constitución o las leyes determinen que sea consultada y darle su opinión cuando sea requerida acerca de los proyectos de reforma a la legislación codificada o que afecten la organización o funcionamiento del Poder Judicial.
- Proponer las reformas legislativa y reglamentarias que juzgue convenientes para mejorar la administración de la justicia.
- Aprobar el proyecto de presupuesto del Poder Judicial, el cual una vez promulgado por la Asamblea Legislativa, podrá ejecutar por medio del Consejo.
- Nombrar a los miembros propietarios y suplentes del Tribunal Supremo de Elecciones.
- Resolver las competencias que se susciten entre las Salas de la Corte, con excepción de los dispuesto por la ley respecto de la Sala Constitucional.
- Designar en votación secreta, al Presidente y Vicepresidente de la Corte por períodos de cuatro años y dos años respectivamente, quienes podrán ser reelectos por períodos iguales.
- Promulgar por iniciativa propia o a propuesta del Consejo Superior del Poder Judicial, los reglamentos internos de orden y de servicio que estime pertinentes.
- Conocer los recursos de casación y de revisión de las sentencias dictadas por las Salas Segunda y Tercera, cuando éstas actúen como tribunal de juicio o de única instancia.

### Salas
La Corte Suprema se compone de cuatro salas que tratan diferentes temas.

#### Sala I
En esta sala se tratan los temas civiles. Está conformada por cinco magistrados, uno de ellos Presidente de Sala. Le competen los asuntos: 
- De los recursos de casación y revisión que procedan, en las materias Contencioso Administrativa, juicios ordinarios civiles, comerciales y agrarios, cuyas cuantías sean iguales o mayores a 750.000 colones.
- Del cumplimiento de sentencias pronunciadas por tribunales extranjeros, con arreglo a los tratados y leyes vigentes.
- De las competencias que surjan entre los Tribunales Superiores Civiles, Agrarios y Contencioso Administrativo.

#### Sala II
Se encarga de los temas laborales. Las conforman cinco magistrados con su Presidente de Sala y conoce de los siguientes asuntos:
- Recursos de casación y revisión que procedan con arreglo de la ley, en juicios ordinarios o abreviados de familia o de Derecho sucesorio y juicios universales, o en las ejecuciones de sentencias en que el recurso no sea de conocimiento de la Sala Primera. La cuantía del asunto no debe exceder de los 750.000 colones.
- De la tercera instancia rogada en asuntos de jurisdicción de trabajo, cuando el recurso tenga cabida de conformidad con la ley. La cuantía del asunto laboral debe ser más de 2.000.000 colones, según sesión n.º 33-07, celebrada el 17 de diciembre de 2007, artículo XXXVI, de conformidad con lo que preceptúan los incisos 13 y 1 4, del artículo 59, y 114 de la Ley Orgánica del Poder Judicial.
- De las demandas de responsabilidad civil contra los jueces integrantes de los tribunales colegiados de cualquier materia, excepto los de trabajo de menor cuantía.
- De las cuestiones de competencia que se susciten en asuntos de la jurisdicción laboral, cuando no corresponda resolverlos a otros tribunales de esa materia.
- De las competencias entre jueces civiles que pertenezcan a la circunscripción de tribunales colegiados de diferente territorio, en cualquier clase de asuntos cuando no corresponda a resolver la cuestión a la Sala Primera.

#### Sala III
Se encarga de los temas penales. Está conformada por cinco magistraturas de entre las que se elige su presidente de Sala. Le competen los asuntos:
- De los recursos de casación en materia penal, aunque no se trata de una casación ortodoxa sino de una muy particular (precedentes contradictorios y por violación a la ley) creada en 2011 y en donde la gran mayoría de los asuntos son declarados inadmisibles.
- De la instancia en las causas penales contra los miembros de los Supremos Poderes del Estado y otros funcionarios equiparados.
- De los procesos de revisión por causales específicas en todos los asuntos.

#### Sala Constitucional
Le competen los asuntos constitucionales, la protección de los derechos fundamentales consagrados en la Constitución Política y en los demás instrumentos de Derecho internacional ratificados por Costa Rica, con el cumplimiento efectivo de sus normas.
Es el máximo órgano judicial de Costa Rica, su jurisprudencia y precedentes son vinculantes salvo para sí misma. Esta disposición es importante dado que lo resuelto por la Sala es vinculante para los demás órganos públicos, tanto administrativos como judiciales, así como para todos los particulares.

### Tribunales
Existen diferentes tipos de tribunales según la materia que les corresponde resolver.
- El Tribunal de Familia.
- El Tribunal I y II de Civil.
- El Tribunal de Notariado.
- El Tribunal Penal.
- El Tribunal de Apelación de Sentencia Penal.*
- El Tribunal Contencioso Administrativo.*
- El Tribunal de Juicio y Penal Juvenil.*
- El Tribunal de Mayor y Menor Cuantía de Trabajo.*
- El Tribunal Agrario.*

(*) Solamente existen en algunos circuitos (II Circuito de San José, Cartago, II Circuito de Alajuela y Guanacaste).

### Juzgados
Los Juzgados al igual que los tribunales están estructurados según su competencia, según la materia, la cuantía y el territorio. Los diferentes órganos que administran justicia lo hacen dentro de un determinado territorio o plano geográfico delimitado y dentro de una materia. Esto sucede sin perjuicio de que existan juzgados que se dediquen a varias materias, esto porque la población es muy reducida, no resulta práctico ni conveniente tener un juzgado por cada una de ellas.

#### Juzgados de Menor Cuantía y Contravencionales
Estos juzgados son:
- Juzgados de Menor Cuantía en Materia Civil.
- Juzgados de Menor Cuantía en Materia de Trabajo.
- Juzgados Contravencionales en Materia Penal.
- Juzgados Contravencionales en Materia de Tránsito.
- Juzgados Civiles de Hacienda y Asuntos Sumarios.
- Juzgados de Pensiones Alimentarias.

#### Juzgados de Mayor Cuantía y Penales
Estos juzgados son:
- Juzgados Civiles.
- Juzgados Penales.
- Juzgados Penales Juveniles.
- Juzgados de lo Contencioso Administrativo y Civil de Hacienda.
- Juzgados de Familia.
- Juzgados de Trabajo.
- Juzgados Agrarios.
- Juzgados de Ejecución de la Pena.